# Carex pseudocyperus
Carex pseudocyperus là một loài thực vật có hoa trong họ Cói. Loài này được L. mô tả khoa học đầu tiên năm 1753.
Loài này mọc trong đầm lầy, đầm lầy và lề của ao, sông và kênh. Thân cây có thể dài tới 90 cm với một cành đực và 3 gai cái hình nón 5-5, và lá màu xanh lá cây màu vàng sáng đến 1,2 mét.

## Hình ảnh

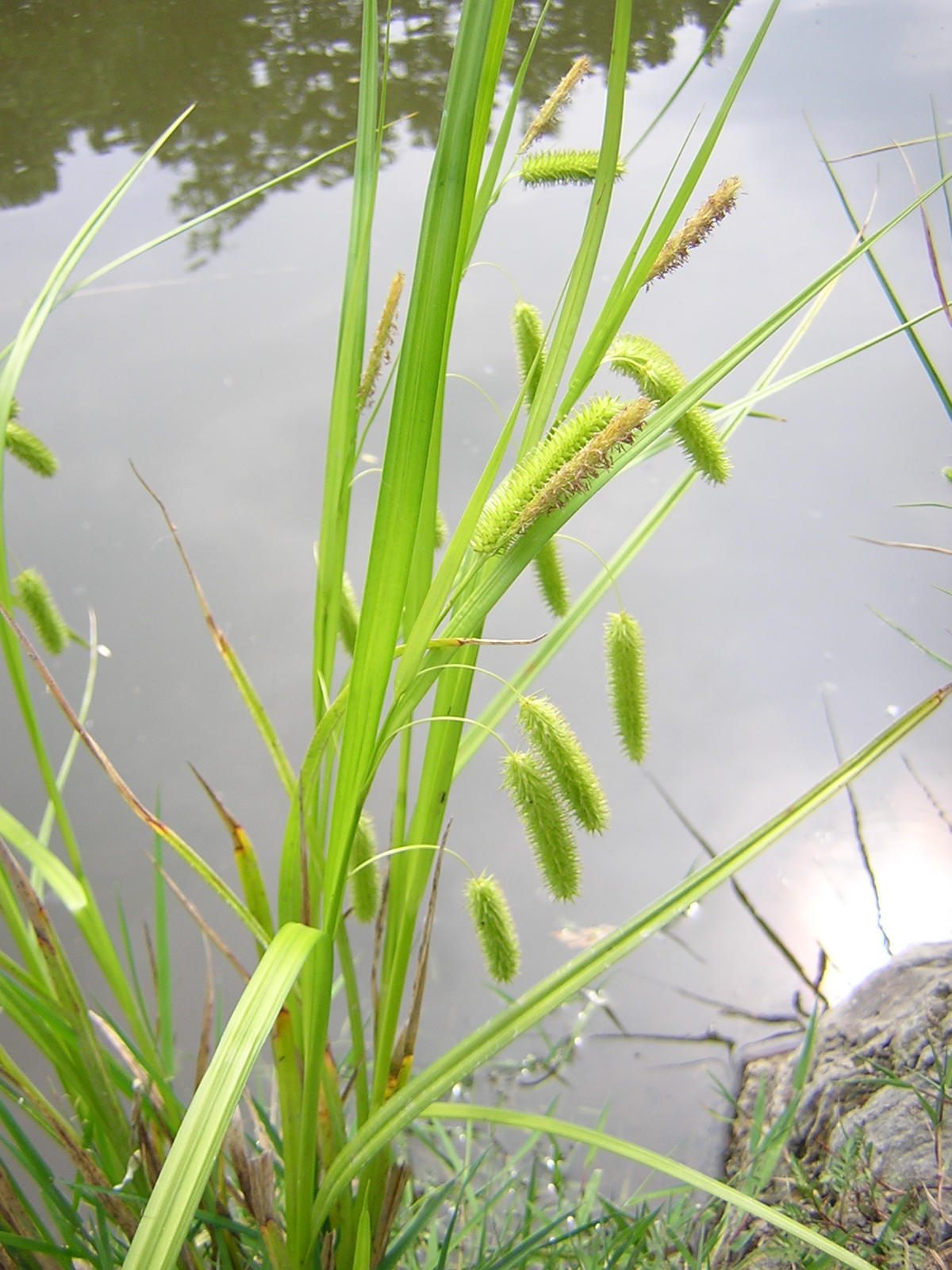
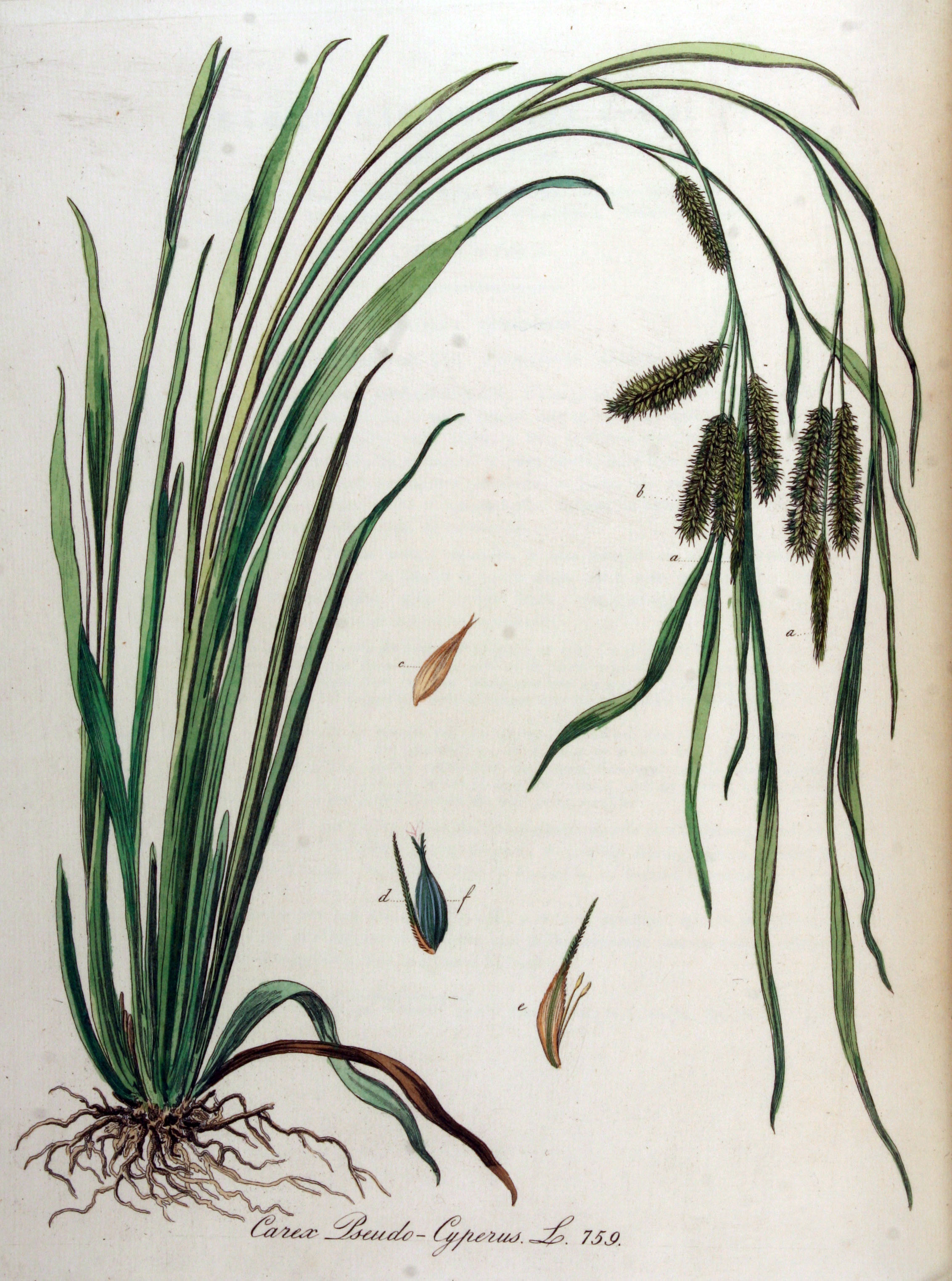
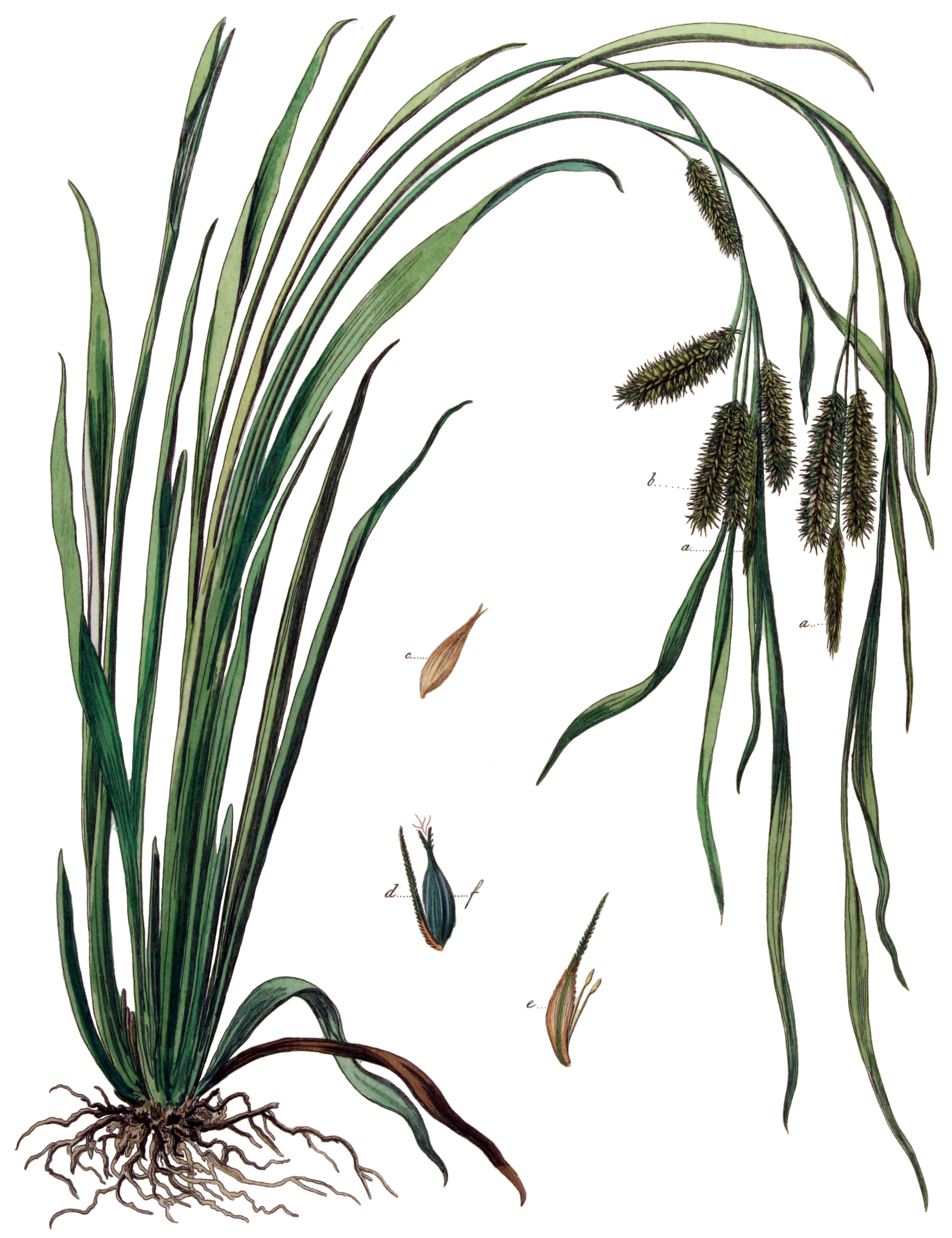
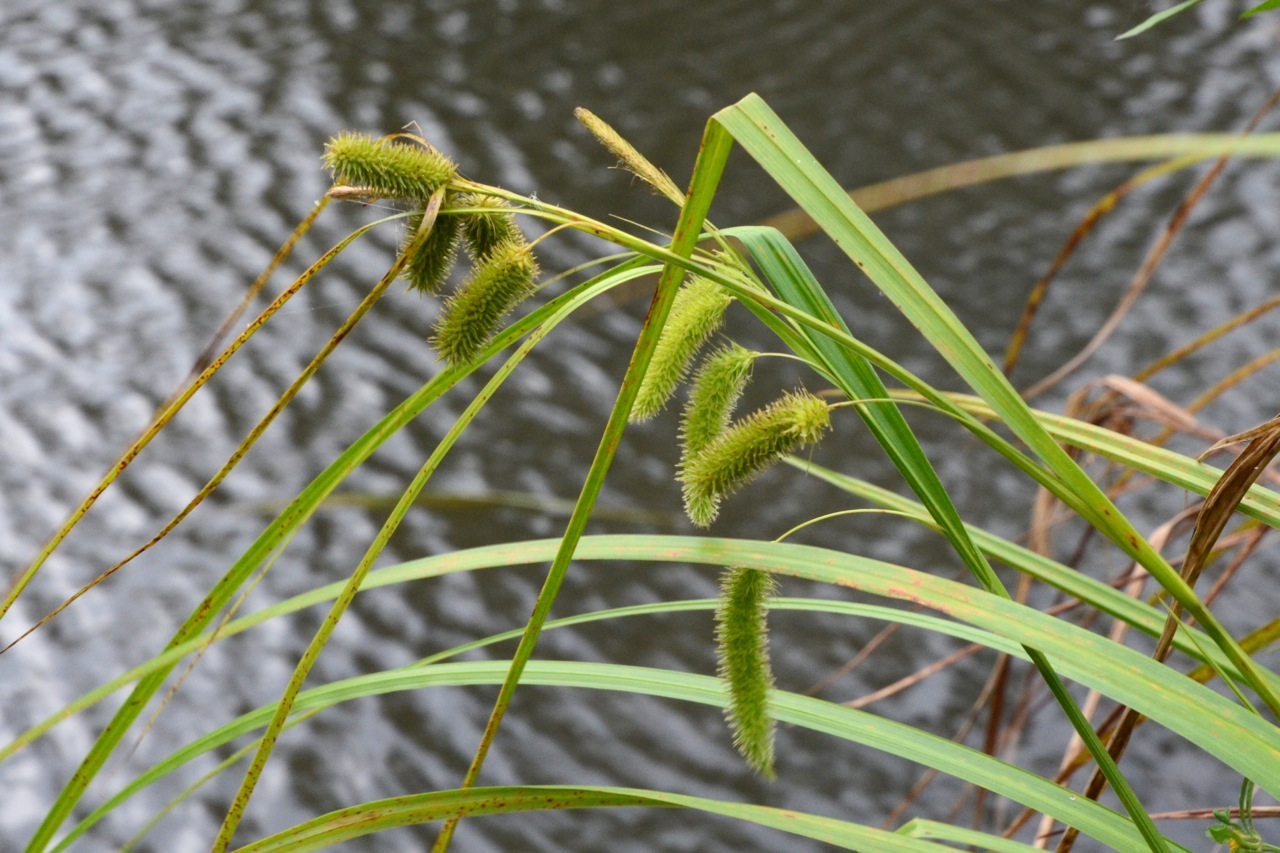